# Кальвінський збір
Кальвінський збір — архітектурна споруда, призначена для здійснення богослужінь і релігійних обрядів прихильників Кальвіністської церкви.
- Як правило, у кальвінському зборі немає вівтаря, ікон, свічок, пастор не має особливого одягу.
- У часи Реформації кальвінськими зборами часто ставали католицькі костели (зокрема, у Бучачі, де дідич Миколай Бучацький-Творовський перетворив на кальвінський збір фарний костел міста[1], у Язловці Єжи Язловецький — костел святої Марії Магдалини).
- Кальвінським збором може бути мешкальний будинок.
- Кальвінські збори, були, зокрема, в таких населених пунктах: Гвіздець, Краковець.